# Emmanuil Markowitsch Brawerman
Emmanuil Markowitsch Brawerman (russisch Эммануил Маркович Браверман, englische Transkription Èmmanuil Markovich Braverman; * 25. Juni 1931 in Moskau; † 26. April 1977 ebenda) war ein sowjetischer Mathematiker, Kybernetiker, Informatiker und Hochschullehrer.

## Leben
Brawerman schloss 1949 den Besuch der Moskauer Mittelschule Nr. 401 mit einer Silbermedaille ab und studierte dann am Moskauer Energetischen Institut (MEI) mit Abschluss 1955. Darauf arbeitete er im Konstruktionsbüro Zwetmetawtomatika für Automatisierung und Steuerung von Anlagen in der Metallurgie und anderen Industriebereichen.
Nach der Aspirantur 1960–1963 bei Mark Aiserman am Moskauer Institut für Automatik und Telemechanik der Akademie der Wissenschaften der UdSSR verteidigte Brawerman 1963 seine Dissertation über Maschinelles Lernen bei der Erkennung sichtbarer Muster mit Erfolg für die Promotion zum Kandidaten der technischen Wissenschaften. Er blieb am Institut als wissenschaftlicher Mitarbeiter. Als Spezialist für Mustererkennung war er einer der führenden sowjetischen Wissenschaftler in diesem Bereich. Mit Aiserman und Lew Iljitsch Rosonoer entwickelte er die dann nach Aiserman benannte Potentialfunktion für die Mustererkennung. 1967 verteidigte Brawerman seine Doktor-Dissertation über die Potentialfunktionsmethode beim Maschinellen Lernen mit Erfolg für die Promotion zum Doktor der technischen Wissenschaften. Mit I. B. Mutschnik erschloss er einen linguistischen Zugang zur Mustererkennung.
Neben der Forschung lehrte Brawerman ab 1969 als Professor an dem von Stanislaw Jemeljanow geleiteten Lehrstuhl für Ingenieur-Kybernetik des Moskauer Instituts für Stahl und Legierungen und hielt Vorlesungen über die mathematische Modellierung von Wirtschaftssystemen.
Die Mathematiker Maxim Braverman und Alexander Braverman sind Brawermans Söhne.
Brawerman starb am 26. April 1977 in Moskau und wurde auf dem Wwedenskoje-Friedhof begraben.

## Werke (Auswahl)
- E. M. Braverman. Training Pattern-Recognition Machines. Foreign Technology Division, 1966.
- A. G. Arkadev, E. M. Braverman. Zeichenerkennung und maschinelles Lernen. Oldenbourg, 1966.
- A. G. Arkadev, E. M. Braverman. Computers and Pattern Recognition. Thompson Book Company, 1967.
- A. G. Arkadev, E. M. Braverman. Teaching Computers to Recognize Patterns. Academic Press, 1967.